# Ipomoea fiebrigii
Ipomoea fiebrigii är en vindeväxtart som beskrevs av Hassler och O'donell. Ipomoea fiebrigii ingår i släktet praktvindor, och familjen vindeväxter. Inga underarter finns listade i Catalogue of Life.